# Cyphosperma voutmelense
Cyphosperma voutmelense är en enhjärtbladig växtart som beskrevs av John Leslie Dowe. Cyphosperma voutmelense ingår i släktet Cyphosperma och familjen Arecaceae.
Artens utbredningsområde är Vanuatu. Inga underarter finns listade i Catalogue of Life.